# Complexo Termelétrico do Pecém
O Complexo Termelétrico do Pecém é uma importante infraestrutura localizada na região metropolitana de Fortaleza, no estado do Ceará, Brasil. Trata-se de um empreendimento de grande relevância para o setor energético do país, contribuindo significativamente para o suprimento de eletricidade na região Nordeste. É uma estrutura formada pelas usinas termelétricas instaladas no Complexo Industrial e Portuário do Pecém (CIPP), em Caucaia e São Gonçalo do Amarante, aproveitando da estrutura do Porto do Pecém para receber o gás natural e o carvão mineral, fontes de energia para as usinas. As usinas colocam o Ceará como um dos maiores produtores de energia termelétrica do Brasil. As operações com GNL são as operações realizadas no píer 2 do Porto do Pecém, onde está localizado o Terminal de Regaseificação do Pecém – o primeiro terminal flexível de regaseificação de gás natural liquefeito (GNL) no Brasil. O Terminal de GNL do Pecém consiste em um navio ancorado no píer 2 do Porto do Pecém, com um tanque criogênico que armazena o gás natural na forma líquida, a temperaturas inferiores a -160º C.

## Características
1. Localização e Estrutura: O complexo está situado no Porto do Pecém, próximo à cidade de São Gonçalo do Amarante. Sua localização estratégica permite a integração com o porto, facilitando o transporte de insumos e equipamentos.
2. Capacidade de Geração: O Complexo Termelétrico do Pecém possui uma capacidade instalada de geração de energia elétrica significativa, o que o coloca como um dos principais polos geradores de eletricidade da região Nordeste. Essa capacidade é essencial para garantir o abastecimento de energia em períodos de alta demanda.
3. Tecnologia e Sustentabilidade: As unidades geradoras do complexo utilizam tecnologias modernas e eficientes para a geração de energia. Além disso, há um foco crescente na sustentabilidade ambiental, com a adoção de práticas e equipamentos que visam reduzir o impacto ambiental das operações.
4. Integração com o Porto: A proximidade com o Porto do Pecém oferece vantagens logísticas, permitindo o recebimento ágil de combustíveis e insumos necessários para a geração de energia, bem como o escoamento da produção.
5. Contribuição para o Desenvolvimento Regional: O Complexo Termelétrico do Pecém desempenha um papel fundamental no desenvolvimento econômico e social da região. Além de gerar empregos diretos e indiretos, também atrai investimentos para a área, estimulando o crescimento e a diversificação da economia local.
6. Resiliência do Sistema Elétrico: A presença do complexo fortalece a segurança energética da região Nordeste, contribuindo para a estabilidade do sistema elétrico e reduzindo a dependência de fontes de energia mais voláteis, como as hidrelétricas, que estão sujeitas às variações climáticas.

## Unidades
| UTE            | Controlador | Combustível    | Início | Município               | Capacidade |
| -------------- | ----------- | -------------- | ------ | ----------------------- | ---------- |
| Pecém I        | EDP Brasil  | carvão mineral | 2012   | São Gonçalo do Amarante | 720 MW     |
| Pecém II       | Eneva       | carvão mineral | 2013   | São Gonçalo do Amarante | 365 MW     |
| TermoFortaleza | Eneva       | gás natural    | 2003   | Caucaia                 | 346 MW     |
| TermoCeará     | Petrobras   | gás natural    | 2002   | Caucaia                 | 220 MW     |